# کین‌کاردین
latitudeکین‌کاردینlongitudeکین‌کاردین
کین‌کاردین 
(به گیلیک اسکاتلندی: Cinn Chàrdainn)، (به انگلیسی: Kincardine)، یا کین‌کاردین در فورث شهر کوچکی در ساحل شمالی خور فورث در منطقهٔ فایف در اسکاتلند است. در یک زمان، این شهر بندر کوچک تا حدودی مرفه بود. سیمای این شهر هنوز نمونه‌های بسیاری خوبی از ساختمان‌های بومی اسکاتلند از سده‌های هفدهم، هجدهم، و تا اوایل سدهٔ نوزدهم را حفظ کرده، هرچند که تا حد زیادی در اثنای ساخت و ساز پل کین‌کاردین در سال‌های ۱۹۳۲ تا ۱۹۳۶ دگرگونی‌هایی در این شهر به وجود آمده است.